# Frente Democrático de Izquierdas
El Frente Democrático de Izquierdas fue una coalición electoral que concurrió a las elecciones generales de 1977, siendo presentada oficialmente el 3 de mayo de dicho año. Estaba formada principalmente por el Partido del Trabajo de España junto con otros partidos y organizaciones, principalmente locales, entre ellas:
- Partido del Trabajo de España y su Joven Guardia Roja
- Unificación Comunista de España
- Partido de Unificación Comunista de Canarias
- Confederación de Sindicatos Unitarios de Trabajadores
- Bloque Democrático y Social Independiente
- Partido Socialista Independiente
- Federación de Asociaciones Democráticas de la Mujer
- Confederación de Sindicatos Democráticos de Enseñanza Media
- Promotora Estatal del Sindicato Unitario de Universitarios
- Sindicatos Campesinos de La Mancha, Burgos, etc.
- Congresos de la Juventud
- Personalidades Democráticas Independientes
- Asociaciones Ciudadanas de Ámbito Local
- Miembros independientes de Acción Republicana Democrática Española.

La mayor parte de estas organizaciones no pudieron presentarse bajo sus propias siglas, ya que todavía no habían sido legalizadas.
Se presentó en toda España salvo en Cataluña donde el PTE llegó a un acuerdo con Esquerra Republicana de Catalunya para formar la coalición electoral Esquerra de Catalunya - Front Electoral Democràtic que obtuvo un diputado.

## Resultados electorales
| Comunidad            | Votos   | %            |
| -------------------- | ------- | ------------ |
| Andalucía            | 46 249  | 1,58%        |
| Aragón               | 9611    | 1,47%        |
| Asturias             | 1544    | no calculado |
| Baleares             | 775     | 0,25%        |
| Canarias             | 1476    | 0,27%        |
| Cantabria            | 1633    | 0,64%        |
| Castilla y León      | 10 677  | 0,77%        |
| Castilla-La Mancha   | 4989    | 0,56%        |
| Comunidad Valenciana | 10 470  | 0,56%        |
| Extremadura          | 2229    | 0,42%        |
| Galicia              | 7373    | 0,65%        |
| La Rioja             | 1006    | 0,73%        |
| Madrid               | 13 328  | 0,58%        |
| Navarra              | 6631    | 2,57%        |
| País Vasco           | 4617    | 0,46%        |
| Suma FDI             | 122 608 | 0,80%        |
| Cataluña (EC-FED)    | 143 954 | 4,72%        |
| Total España         | 266 562 | 1,45%        |